# Olivier Dosne
 (août 2022).
Si vous disposez d'ouvrages ou d'articles de référence ou si vous connaissez des sites web de qualité traitant du thème abordé ici, merci de compléter l'article en donnant les références utiles à sa vérifiabilité et en les liant à la section « Notes et références ».
Pour les articles homonymes, voir Dosne.
Olivier Dosne, né le 20 janvier 1961 à Pithiviers (Loiret), est un homme politique français membre des Républicains.

## Biographie
Pharmacien à Joinville-le-Pont, il est élu suppléant (UMP) de Marie-Anne Montchamp le 16 juin 2002 puis le 17 juin 2007. Il devient titulaire le 1er mai 2004, à la suite de l'entrée de Marie-Anne Montchamp au gouvernement. Il démissionne (à la suite de la nomination d'un nouveau gouvernement) le 9 août 2005 pour laisser son siège à l’ex-secrétaire d’État aux personnes handicapées. Le 14 décembre 2010, il entre de nouveau à l'Assemblée nationale lorsque Marie-Anne Montchamp devient Secrétaire d'État auprès de la Ministre de la Cohésion sociale. À la suite du redécoupage de la carte électorale qui conduit à la suppression de la septième circonscription du Val-de-Marne, Olivier Dosne ne se représente pas le 17 juin 2012 aux élections législatives.
Élu maire de Joinville-le-Pont le 20 mars 2008 (sans étiquette), en remplacement de Pierre Aubry (DVD), il réadhère à l'UMP en 2008, après les élections municipales. En 2009, il est en cinquième position sur la liste de la Majorité présidentielle pour les élections régionales en Ile-de-France. Il est élu conseiller régional d'Île-de-France et devient vice-président du groupe UMP.
En 2024, le maire est visé par une enquête du parquet de Créteil pour prise illégale d'intérêt. Il lui est reproché d'avoir favorisé sa propre pharmacie (dont il était gérant) en l’épargnant des expropriations liées à la ZAC des Hauts-de-Joinville, contre l’avis du commissaire enquêteur, avant d’en revendre les murs avec une plus-value,. L'affaire est classée sans suite, faute de preuves.
Le 7 juillet 2025, Olivier Dosne annonce qu'il ne se représentera pas aux élections municipales de 2026 comme tête de liste.

## Détail des fonctions et des mandats
Anciens mandats :
- 19 juin 1995 - 18 mars 2001 : conseiller municipal de Joinville-le-Pont
- 1er mai 2004 - 9 août 2005 : député de la 7e circonscription du Val-de-Marne
- 21 mars 2010 - 4 juillet 2011 : conseiller régional d'Île-de-France
- 14 décembre 2010 - 16 juin 2012 : député de la 7e circonscription du Val-de-Marne

Mandats en cours :
- depuis le 20 mars 2008 : maire de Joinville-le-Pont